# Ricardo Cortés
Ricardo Cortés Lastra (Castro-Urdiales, Cantabria, 23 de septiembre de 1969) es un abogado y político español. 

## Primeros años de vida
Licenciado en Derecho por la Universidad del País Vasco, su formación incluye un Diploma en Estudios Avanzados en Derecho Internacional Público y Relaciones Internacionales, así como un Postgrado de Especialización en Desarrollo de Cooperación Internacional (Facultad de Economía del País Vasco).
También incluye el Diploma en el XXXVII Curso de Defensa Nacional realizado en la Escuela Superior de las Fuerzas Armadas del Centro Superior de Estudios de la Defensa Nacional y un PLGP en el IESE. Tomó parte en el International Visitor Leadership Program of the U.S. Department of State y realizó un Curso Superior de Técnicas de Comercio Exterior en la Cámara de Comercio, Industria y Navegación de Bilbao.

## Vida pública
Desde septiembre de 2016 hasta marzo de 2019 fue diputado en el Congreso por Cantabria.
Fue vicepresidente 1.º de la Comisión de Asuntos Exteriores, miembro de la Comisión de Defensa, así como de la Comisión Mixta de Seguridad Nacional.
Entre 2009 y 2014 fue eurodiputado por el Grupo Socialista y Demócrata. Su actividad en el Parlamento Europeo le llevó a desarrollar, entre otras responsabilidades, la Presidencia de la Delegación de México, la Portavocía en la Comisión de Cooperación al Desarrollo y Ayuda Humanitaria y la Vicepresidencia de la Asamblea Parlamentaria Euro-Latinoamericana.
En la actualidad forma parte de la Dirección del Consejo Federal del Movimiento Europeo y es miembro de la Asociación Atlántica Española.
En su carrera ejerció como Director Ejecutivo de la Fundación Españoles en el Mundo (2007-2009). Fue jefe de Gabinete de la Secretaría de Organización Federal del PSOE entre los años 2004 y 2007.
Anteriormente ejerció como abogado del Programa Presos Españoles en el Extranjero, desarrollado en la Fundación Ramón Rubial. Entre 2003 y 2013 fue responsable de las Campañas Electorales del PSOE en América Latina, Europa y Estados Unidos.
En 2015 se incorporó como socio en el despacho Cremades y Calvo Sotelo en Madrid, de donde salió para crear su propia firma.